# Imre Madách

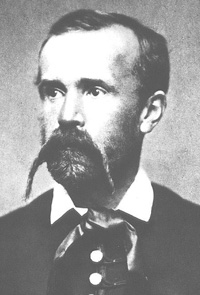
Imre Madách

Imre Madách, född 20 januari 1823 i Alsósztregova, död där 5 oktober 1864, var en ungersk skald. 
Mádach utgav 1861 det filosofiska versdramat Människans tragedi (Az ember tragédiája, översatt till flera språk, till tyska bland annat i Reclam-Bibliotek), som i dialogform i 15 tablåer framställer människosläktets och individens kamp och utveckling genom tiderna. Den mottogs med synnerligt bifall och räknas som ett av den ungerska dramatikens förnämsta alster. Mádachs övriga arbeten (dramer och lyriska dikter) är av mindre betydelse.